# 加馬爾河國家公園
加馬爾河國家公園是埃及的國家公園，成立於2003年，面積4,770平方公里，有小鹿瞪羚等野生動物棲息，沿海地區有450種珊瑚和1,200多種魚類。